# 마스터 7 FC
마스터 7 FC는 라오스의 축구단이다. 현재 라오스 프리미어리그에 참가하고 있다.
2020년 AFC컵 플레이오프에 진출해 스바이 리엥 FC에 패해 탈락했다.

## 선수 명단

### 현역
- 앳 비엥캄(2019 ~ )
- 케오비엥펫 리트디데스(2019, 2022 ~ )
- 와타나베 타쿠야
- 유키히로 아유카와
- 칸다 슌토

## 역대 감독
| 감독            | 임기   |
| --------------- | ------ |
| 비엥사반 사야분 | 2024 ~ |